# Ашуя
Ашуя — река в России, протекает в Тонкинском районе Нижегородской области, правый приток реки Усты.

## География
Исток вблизи Котоминское. Река течёт на северо-восток. Устье реки находится в 160 км по левому берегу реки Уста. Длина реки составляет 13 км.
Вдоль течения реки расположены следующие населённые пункты: Котоминское, Крошиловское, Большое Разречье и Китанино.

## Данные водного реестра
По данным государственного водного реестра России относится к Верхневолжскому бассейновому округу, водохозяйственный участок реки — Ветлуга от города Ветлуга и до устья, речной подбассейн реки — Волга от впадения Оки до Куйбышевского водохранилища (без бассейна Суры). Речной бассейн реки — (Верхняя) Волга до Куйбышевского водохранилища (без бассейна Оки).
По данным геоинформационной системы водохозяйственного районирования территории РФ, подготовленной Федеральным агентством водных ресурсов:
- Код водного объекта в государственном водном реестре — 08010400212110000043144
- Код по гидрологической изученности (ГИ) — 110004314
- Код бассейна — 08.01.04.002
- Номер тома по ГИ — 10
- Выпуск по ГИ — 0